# Студёное (Новосибирская область)
Студёное — село в Карасукском районе Новосибирской области. Административный центр Студёновского сельсовета.

## География
Площадь села — 129 гектаров

## История
В 1928 году деревня Спасовка состояла из 173 хозяйства, основное население — украинцы. В административном отношении являлась центром Студёновского сельсовета Андреевского района Славгородского округа Сибирского края.

## Население
| 2002 | 2007  | 2010 |
| ---- | ----- | ---- |
| 1113 | ↘1082 | ↘986 |

## Инфраструктура
В селе по данным на 2007 год функционируют 1 учреждение здравоохранения, 2 образовательных учреждения.